# مارکوس هاتن
مارکوس هاتن (انگلیسی: Marcus Hatten؛ زادهٔ ۱۳ دسامبر ۱۹۸۰) بازیکن بسکتبال اهل ایالات متحده آمریکا است.